# Renato Russo
Renato Russo, pseudonimo di Renato Manfredini Júnior (Rio de Janeiro, 27 marzo 1960 – Rio de Janeiro, 11 ottobre 1996), è stato un cantautore, musicista e compositore brasiliano, fondatore e leader della rock band Aborto Elétrico e della ben più nota Legião Urbana.

## Biografia

### Primi anni
Renato Manfredini Júnior è nato a Rio de Janeiro. Suo padre era un dirigente del Banco do Brasil, e si trasferirono a Forest Hills, Queens, a New York nel 1967, quando al padre di Renato è stata assegnata una posizione di lavoro in città. Più tardi, sono tornati a Rio de Janeiro, prima, infine, nel 1973, stabilendosi a Brasilia. All'età di 15 anni, Renato si ammalò di epifisiolisi, con una conseguente paralisi delle gambe per due anni. Renato aveva una protesi di platino, che gli valse il soprannome di "The Million Dollar Hotel". A causa di questa condizione, Renato è diventato un lettore entusiasta. Ha studiato legge. È cresciuto interessato alla musica, in particolare punk, fino al punto di creare una band immaginaria, 42nd Street Band, dove sarebbe un cantante e bassista. Ha lavorato come giornalista e insegnante di inglese per un breve periodo prima di diventare un full-time musicista e compositore. Scelse lo pseudonimo in onore di tre personaggi: l'illuminista Jean-Jacques Rousseau, il filosofo e matematico britannico Bertrand Russell e il pittore francese Henri Rousseau.

### Carriera musicale
Tra il 1978 e il 1979, è stato il bassista della punk rock band Aborto Elétrico. Sebbene la band non sia durata troppo a lungo, Renato Russo ha scritto in questo periodo molte canzoni, che sarebbero poi diventate successi di Capital Inicial (fondata dagli altri membri di Aborto Elétrico) e Legião Urbana (fondato da Renato Russo).
Nel 1982, egli, insieme a Marcelo Bonfá, Dado Villa-Lobos e Renato Rocha, formò il gruppo Legião Urbana (immaginata qualche tempo prima da Renato Russo). Con Legião Urbana e Dois, sono diventati molto famosi in Brasile, con le canzoni di protesta in un primo momento, e le canzoni d'amore, lo spiritismo, la famiglia e il sesso dopo.
Legião Urbana, per cui Russo ha scritto la quasi totalità di testi e musica, è ancora oggi il gruppo musicale “pop rock” più conosciuto in Brasile e con il tempo è stata considerata la band rock più importante della musica brasiliana. Le sue canzoni restano nella cultura musicale brasiliana come delle pietre miliari avendo poi ispirato intere generazioni di musicisti al pari dei più importanti artisti legati all’MPB. I testi dei brani di Renato Russo hanno assunto con il tempo valore anche letterario-poetico tanto che i brasiliani lo appellano spesso come “poeta”. Ha scritto canzoni divenute ever green della musica “rock pop” brasiliana anche per altri artisti. Ad esempio per la cantante Cassia Eller per cui scrisse anche il brano 1 de Julho in onore della gravidanza di Cassia.
Ha lavorato in due album da solista, con canzoni in lingua inglese e italiana, nel 1990.

### Morte
Morì l'11 ottobre 1996 di AIDS. La sua scomparsa destò grande commozione in tutto il Brasile e la notizia fu data in apertura dei più importanti notiziari nazionali. Dopo la sua morte, i restanti membri del Legião Urbana hanno deciso di sciogliere il gruppo. Il suo corpo è stato cremato e le sue ceneri furono sparse nei giardini di Roberto Burle Marx.
A Russo, che era bisessuale, è sopravvissuto il figlio Giuliano Manfredini.

## Fortuna
Molti dei suoi brani sono stati poi reinterpretati da svariati artisti perpetuandone il successo e permettendo che fossero amati e conosciuti anche dalle nuove generazioni. La musica ed i testi di Renato Russo nel tempo sono stati valorizzati, conosciuti e riconsiderati anche fuori dai confini Brasiliani.
Nel 2013 il film Somos Tão Jovens che racconta la prima parte della vita di Renato Russo sino ai primi grandi concerti di Legião Urbana riscuote notevole successo nei cinema brasiliani.

## Discografia

### Solista
- The Stonewall Celebration Concert (1994) - (250 000 copie vendute)
- Equilibrio Distante (1995) - (1 milione di copie vendute, canzoni in Italiano)
- O Ultimo Solo (1997) - (500 000 copie vendute)
- Presente (2003) - (150 000 copie vendute)
- O Trovador Solitário (2008)

### Con Legião Urbana
- Legião Urbana (1985) - 1 350 000
- Dois (1986) - 1 250 000
- Que País é Este? (1987) - 1 300 000
- As Quatro Estações (1989) - 1 700 000
- V (1991) - 1 000 000
- Música P/ Acampamentos (1992) - 820 000
- O Descobrimento do Brasil (1993) - 700 000
- A Tempestade (1996) - 1 000 000
- Uma Outra Estação (1997) - 750 000
- Mais do Mesmo (1998) - 500 000
- Acústico MTV: Legião Urbana (1999) - 1 000 000
- Como é Que se Diz Eu Te Amo (2001) - 1 000 000
- Ao Vivo: As Quatro Estações (2004)